# Igor Tamm
Igor Jewgienjewicz Tamm (ros. И́горь Евге́ньевич Та́мм; ur. 26 czerwca?/8 lipca 1895 we Władywostoku, zm. 12 kwietnia 1971 w Moskwie) – rosyjski fizyk teoretyk, laureat Nagrody Nobla w dziedzinie fizyki w roku 1958 za odkrycie i interpretację promieniowania Czerenkowa, w latach 1924–1941 i od 1954 roku profesor uniwersytetu w Moskwie; od roku 1953 członek Akademii Nauk ZSRR, a od roku 1959 – Polskiej Akademii Nauk.

## Życiorys
W 1913 ukończył gimnazjum w Jelizawetgradzie (obecnie Kropywnycki), po czym wyjechał na studia do Edynburga, gdzie ukończył jeden semestr na wydziale nauk ścisłych, w 1914 powrócił do Rosji i podjął studia na Wydziale Fizyczno-Matematycznym Uniwersytetu Moskiewskiego. W 1915 wstąpił ochotniczo do carskiej armii, przez szereg miesięcy służył w oddziale sanitarnym na froncie I wojny światowej. W 1918 ukończył studia na Uniwersytecie Moskiewskim, w 1919 został asystentem katedry fizyki na Uniwersytecie Krymskim w Symferopolu, od 1921 wykładał w Odeskim Instytucie Politechnicznym, a od 1922 w Moskwie na Komunistycznym Uniwersytecie im. Swierdłowa. Jednocześnie od 1923 pracował na Wydziale Fizyki Teoretycznej Drugiego Uniwersytetu Moskiewskiego, gdzie od 1927 do 1929 był profesorem, a od 1924 pracował na Moskiewskim Uniwersytecie Państwowym, gdzie od 1930 do 1937 kierował katedrą fizyki teoretycznej. Od 1943 do 1950 kierował katedrą fizyki teoretycznej Moskiewskiego Instytutu Fizyczno-Technologicznego, jednocześnie 1946-1950 kierował katedrą fizyki teoretycznej Moskiewskiego Instytutu Mechanicznego.
Jest autorem podstawowych prac z mechaniki kwantowej i teorii sił jądrowych, współtwórcą teorii promieniowania Czerenkowa. Pracował również nad problemem uzyskania kontrolowanej reakcji termojądrowej i innymi zagadnieniami fizyki teoretycznej i doświadczalnej. W 1930 roku rozwinął kwantową teorię rozpraszania fotonów na swobodnych elektronach. W 1937 roku, wspólnie z Ilją M. Frankiem, opracował teorię promieniowania Czerenkowa, za co w roku 1958 (wspólnie z Pawłem Czerenkowem i Ilją M. Frankiem) otrzymali Nagrodę Nobla. W latach 50. i 60. pracował wspólnie z Andriejem D. Sacharowem w tajnym instytucie nad zagadnieniami broni nuklearnej oraz opracował koncepcję tokamaka (1950).

## Nagrody i odznaczenia
- Medal Sierp i Młot Bohatera Pracy Socjalistycznej (4 stycznia 1954)
- Order Lenina (czterokrotnie, 19 września 1953, 4 stycznia 1954, 11 września 1956 i 7 maja 1965)
- Order Czerwonego Sztandaru Pracy (10 czerwca 1954)
- Nagroda Stalinowska (dwukrotnie, 1946 i 1953)
- Medal „Za ofiarną pracę w Wielkiej Wojnie Ojczyźnianej 1941–1945”
- Złoty Medal im. Łomonosowa Akademii Nauk ZSRR (1968)

I inne.